# Сілець (Борисовський район, Мойсеївщинська сільська рада)
Сілець (біл. вёска Селец) — село в складі Борисовського району Мінської області, Білорусь. Село підпорядковане Мойсеївщинській сільській раді, розташоване в північно-східній частині області.